# نهر التونجا
نهر التونجا (بالتركية: Tunca)، نهر يتدفق في البلقان وبلغاريا وتركيا وهو أحد الروافد اليسرى لنهر ماريتسا وأطول روافده. ينبع نهر التونجا من بلغاريا ويمر في جنوب شرق بلغاريا ثم يدخل الحدود التركية في شمال غرب تركيا من ولاية أدرنة. طول النهر 390 كم، منها 350 كم تقع في بلغاريا، وهو يأتي في المرتبة الثانية بعد "نهر أردا" (Arda) من حيث كمية تصريف المياه في نهر ماريتسا.
سُمّيَ "نهر تونجا الجليدي" بجزيرة ليفينغستون في جزر شيتلاند الجنوبية بالقارة القطبية الجنوبية، على اسم نهر التونجا. 

## الجغرافيا

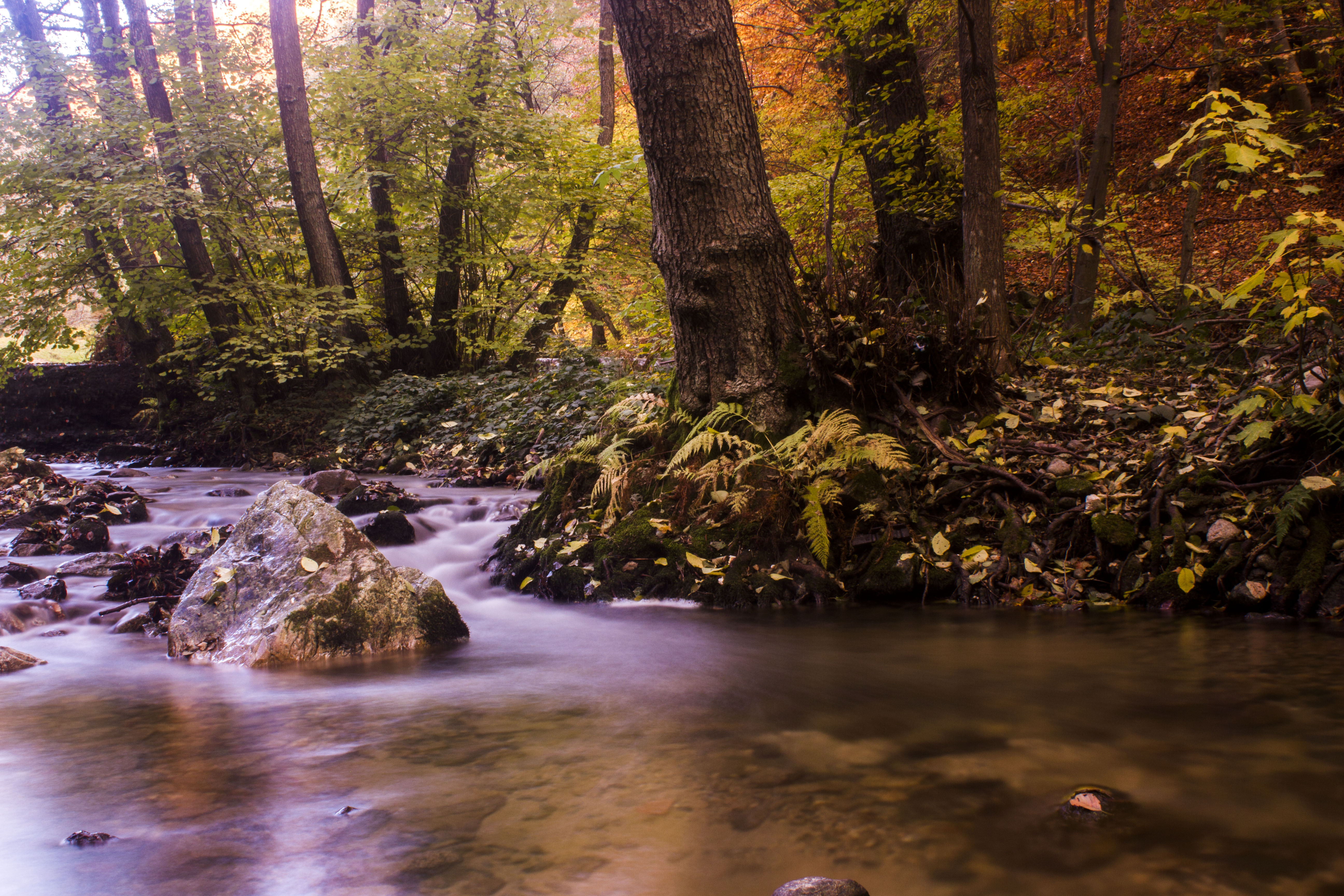
الجزء العلوي من نهر التونجا في جبال البلقان.

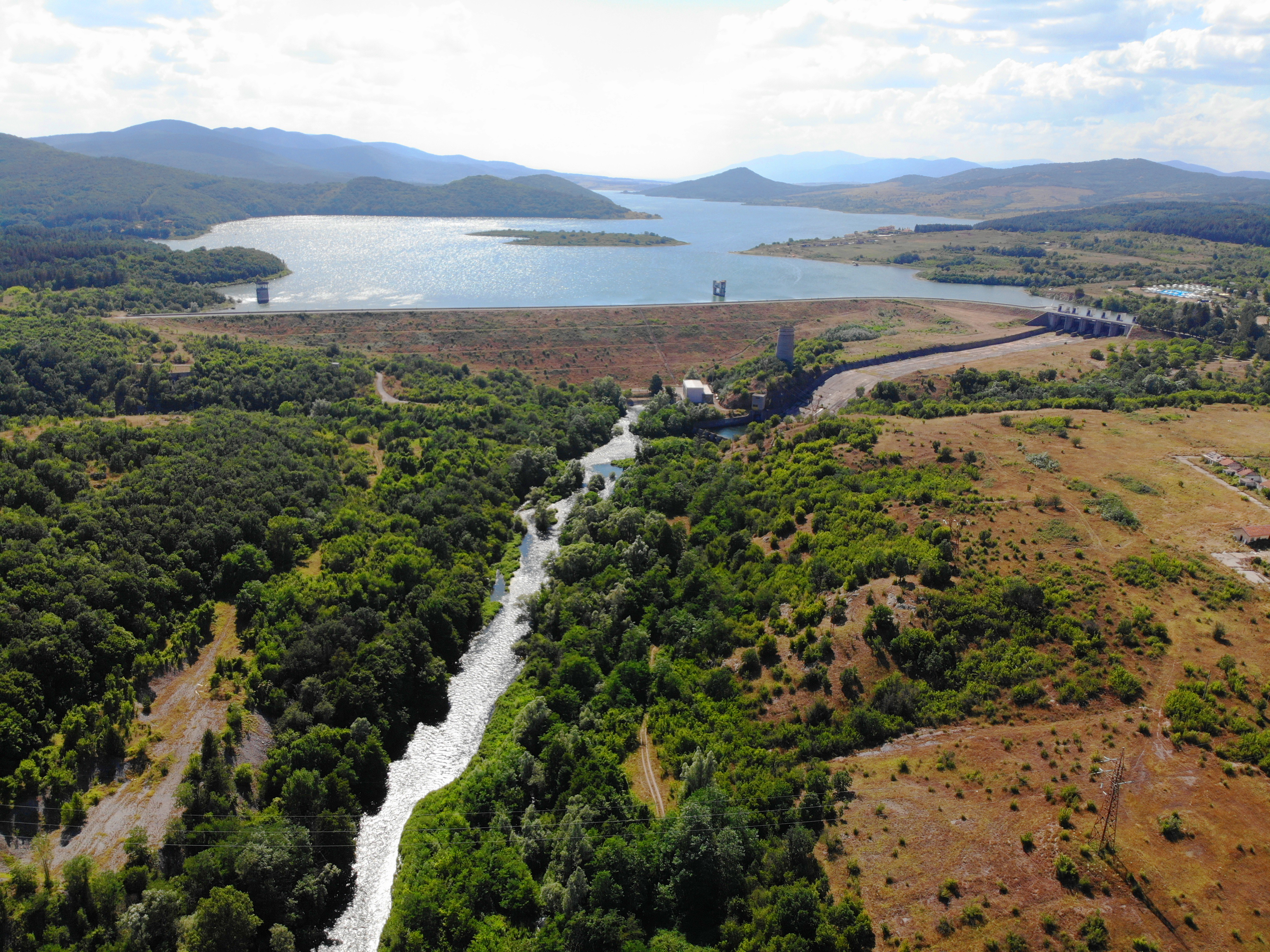
نهر التونجا عند خروجه من "خزان زريبتشيفو" (Zhrebchevo).

### مسار نهر التونجا
تقع ينابيع نهر التونجا على ارتفاع 2083 مترًا فوق مستوى سطح البحر. حوالي 250م جنوب قمة يوروشكا جرامادا (2136م) (Yurushka Gramada) في جبال البلقان الوسطى.
يقع مصدر الماء على بعد كيلومترين شرق قمة بوتيف (2376م) (Botev)، أعلى قمة في سلسلة الجبال. يتدفق نهر التونجا جنوبًا في وادٍ عميق ذو منحدرات شديدة، ومنحدر طولي كبير بمجرى صخري مليء بالحصى، ويتميّز بتيار مائي سريع وشديد تصل سرعته من 1.5 إلى 2 م/ث. 
يشكل نهر التونجا الحدود بين بلغاريا وتركيا لمدة 10 كم تقريبًا. يغادر نهر التونجا بلغاريا إلى الشرق من قرية ماتوتشينا، ويدخل تركيا ليلتحق بنهر ماريتسا على ارتفاع 32م مترًا في مدينة أدرنة.

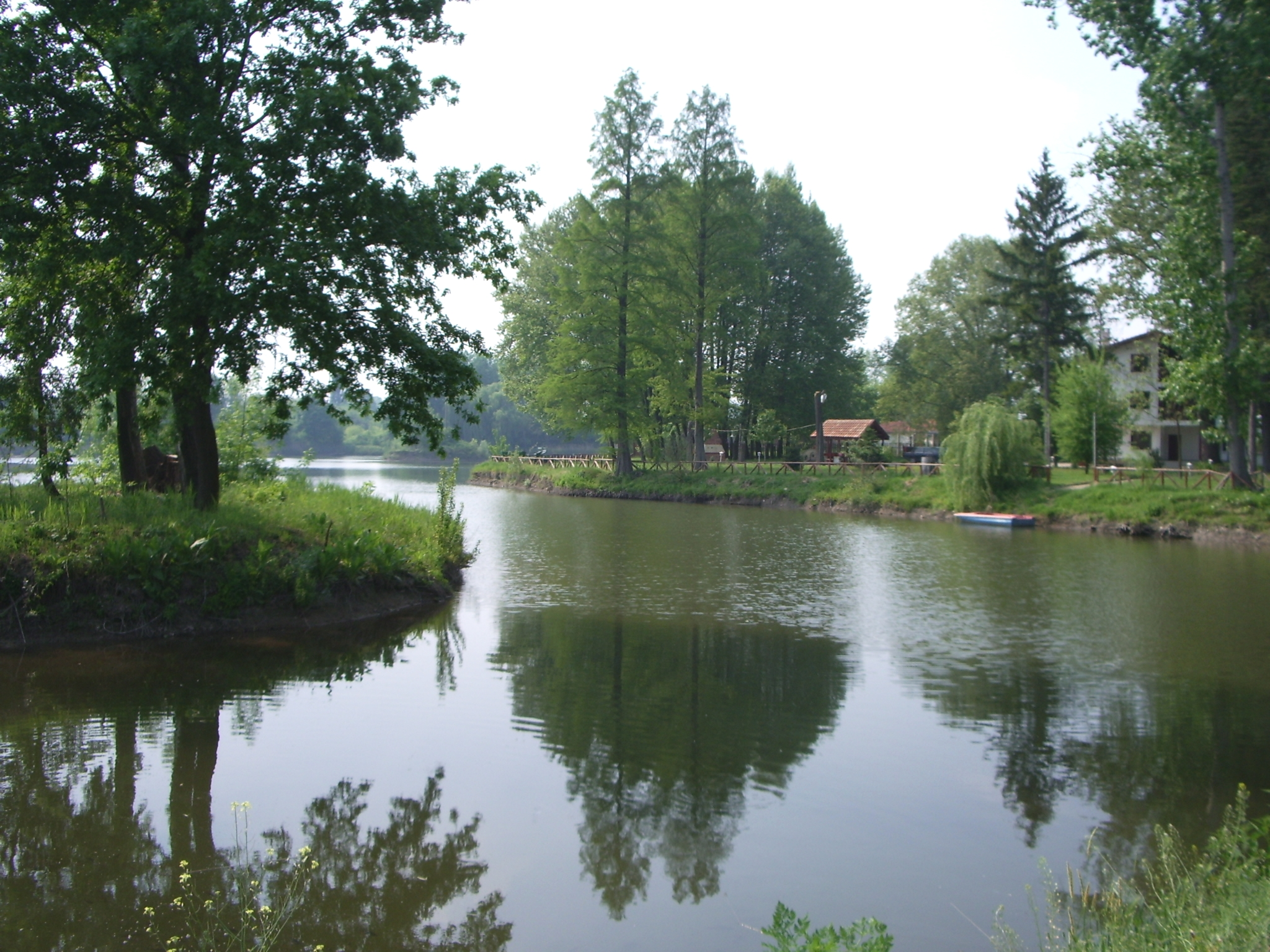
نهر التونجا في يامبول، تراقيا، بلغاريا.

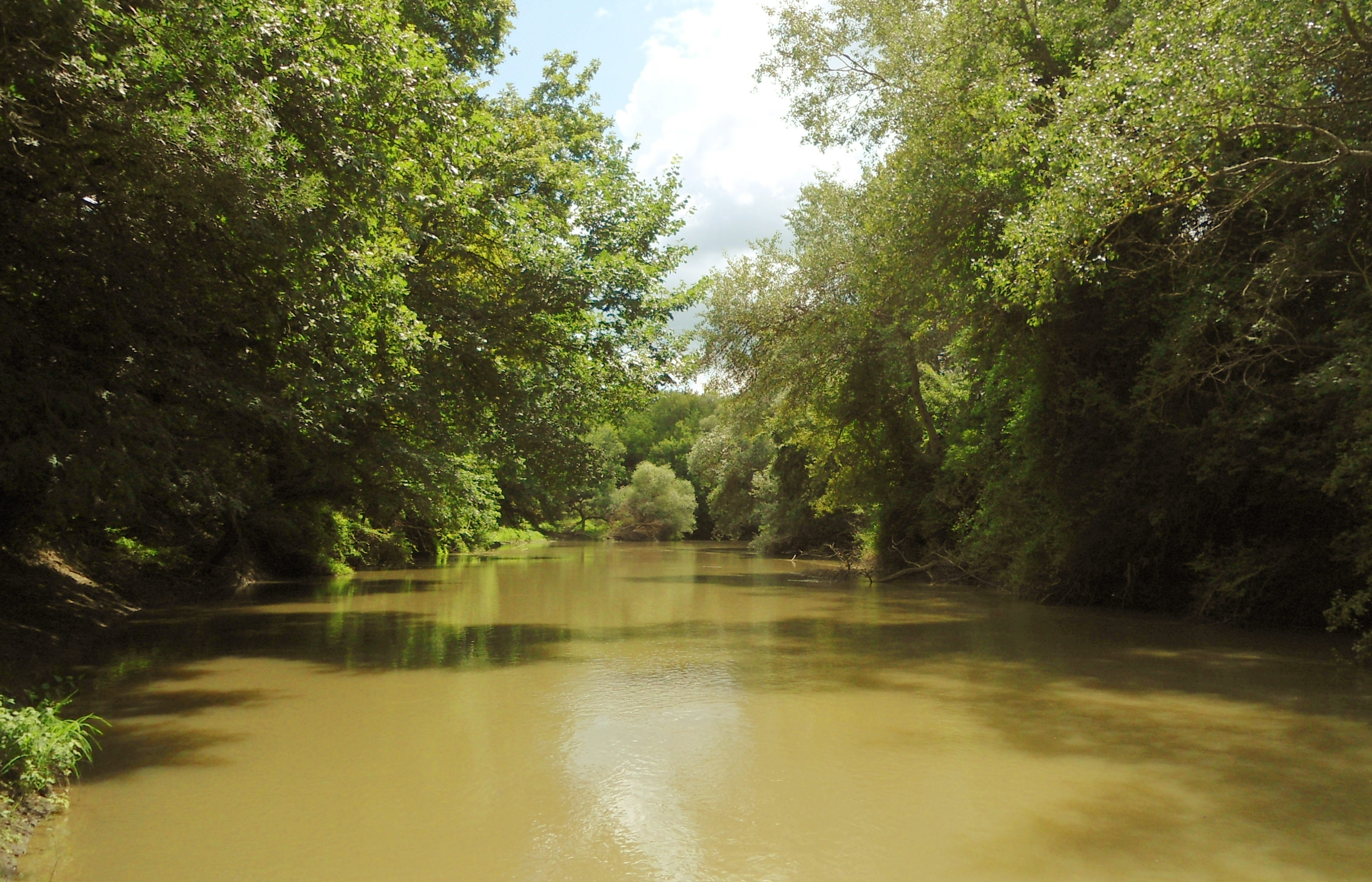
نهر التونجا في محمية بالابانا (Balabana).

## البيئة

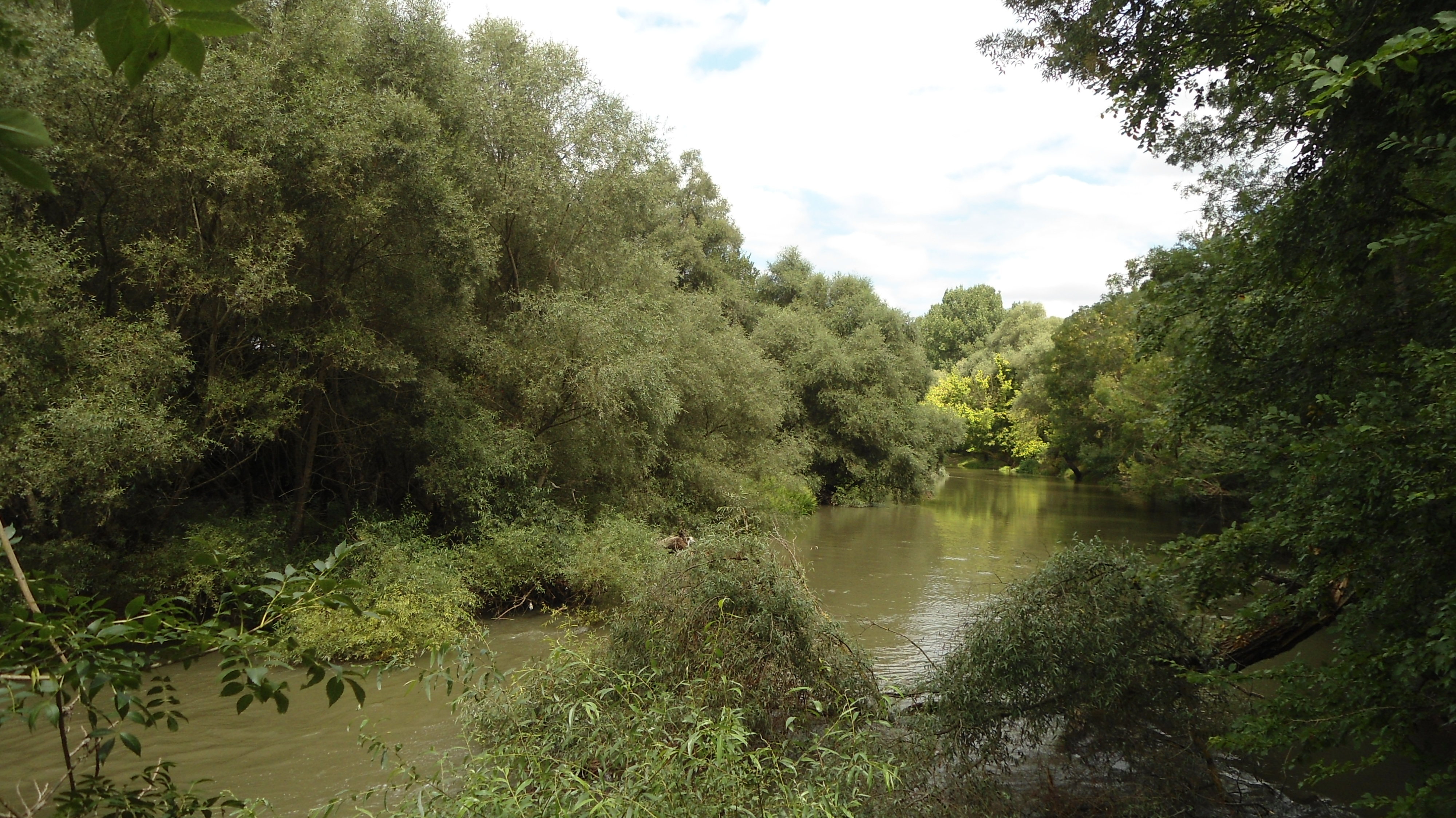
نهر التونجا في إلهوفو، بلغاريا.

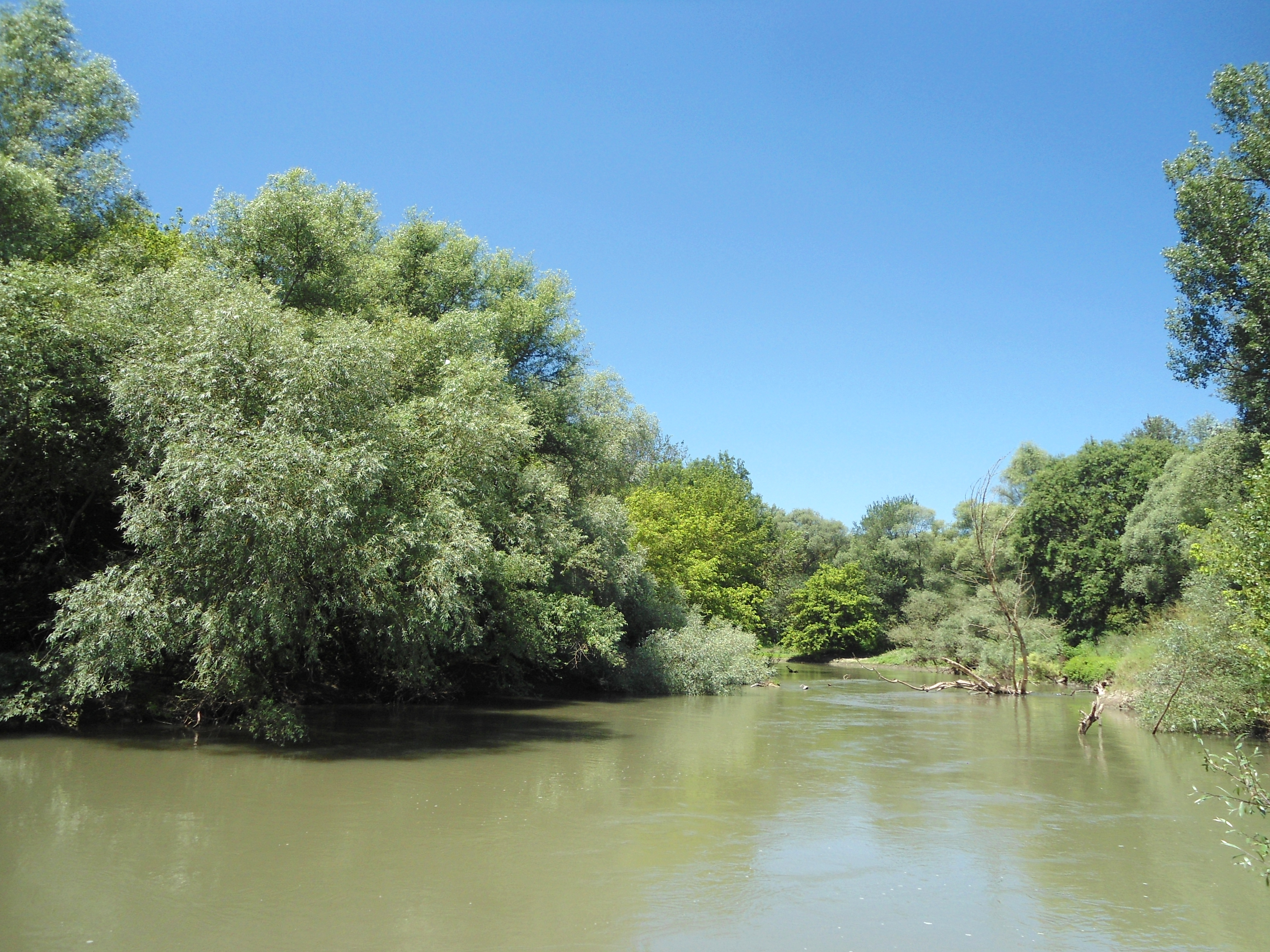
نهر التونجا بالقرب من إلهوفو (Elhovo)، بلغاريا.

يتشابه التنوع السمكي في حوض نهر التونجا مع أسماك حوض نهر ماريتسا بشكل عام. حددت دراسة أجريت عام 2014م تسعة عشر نوعًا من الأسماك في مجراها السفلي على الأراضي البلغارية. 
يقع الجزء الأكبر من مجرى النهر ضمن شبكة الاتحاد الأوروبي للمناطق المحمية الطبيعية ناتورا 2000 في أربع مناطق محمية منفصلة.  يقع مسارها العلوي داخل محمية "دجينديما" (Dzhendema) في منتزه البلقان المركزي الوطني.
تقع ثلاث محميات طبيعية بالقرب من مدينة إلهوفو (Elhovo) البلغارية على طول مجرى نهر التونجا السفلي: وهي جورنا توبشيا ، ودولنا توبشيا ، وبالابانا، والتي تحمي بعضًا من أهم الغابات النهرية في المناطق الداخلية من بلغاريا، بالإضافة إلى النباتات والحيوانات النادرة، بما في ذلك مجموعات كبيرة من طيور الدراج المألوفة. 

## الجسور العثمانية التاريخية في الأراضي التركية
توجد تسعة جسور حجرية عثمانية على نهر التونجا، كلها مازالت قيد الخدمة بعد مرور ما ينتهز 600 عام من إنشاءها، وتمر عليها السيارات:
1. جسر التونجا (بالتركية: Tunca Köprüsü) أو جسر إكمكجي زاده أحمد باشا (بالتركية: Ekmekçizade Ahmet Paşa Köprüsü)
2. جسر الغازي ميهالي (بالتركية: Gazi Mihal Köprüsü)
3. جسر بايزيد الثاني (بالتركية: II. Bayezid Köprüsü)
4. جسر يالنيز غوز (بالتركية: Yalnızgöz Köprüsü) أو تيك غوز (بالتركية: Tekgöz)
5. جسر سراچ خانه (بالتركية: Saraçhane Köprüsü)
6. جسر الفاتح (بالتركية: Fatih) أو بونجا (بالتركية: Bönce)
7. جسر القانوني (بالتركية: Kanuni) أو سراي (بالتركية: Saray)
8. جسر يلدرم (بالتركية: Yıldırım Köprüsü)
9. جسر شرف شاه (بالتركية: Seferşah) أو مصطفى باشا (بالتركية: Mustafa Paşa)

## معرض الصور

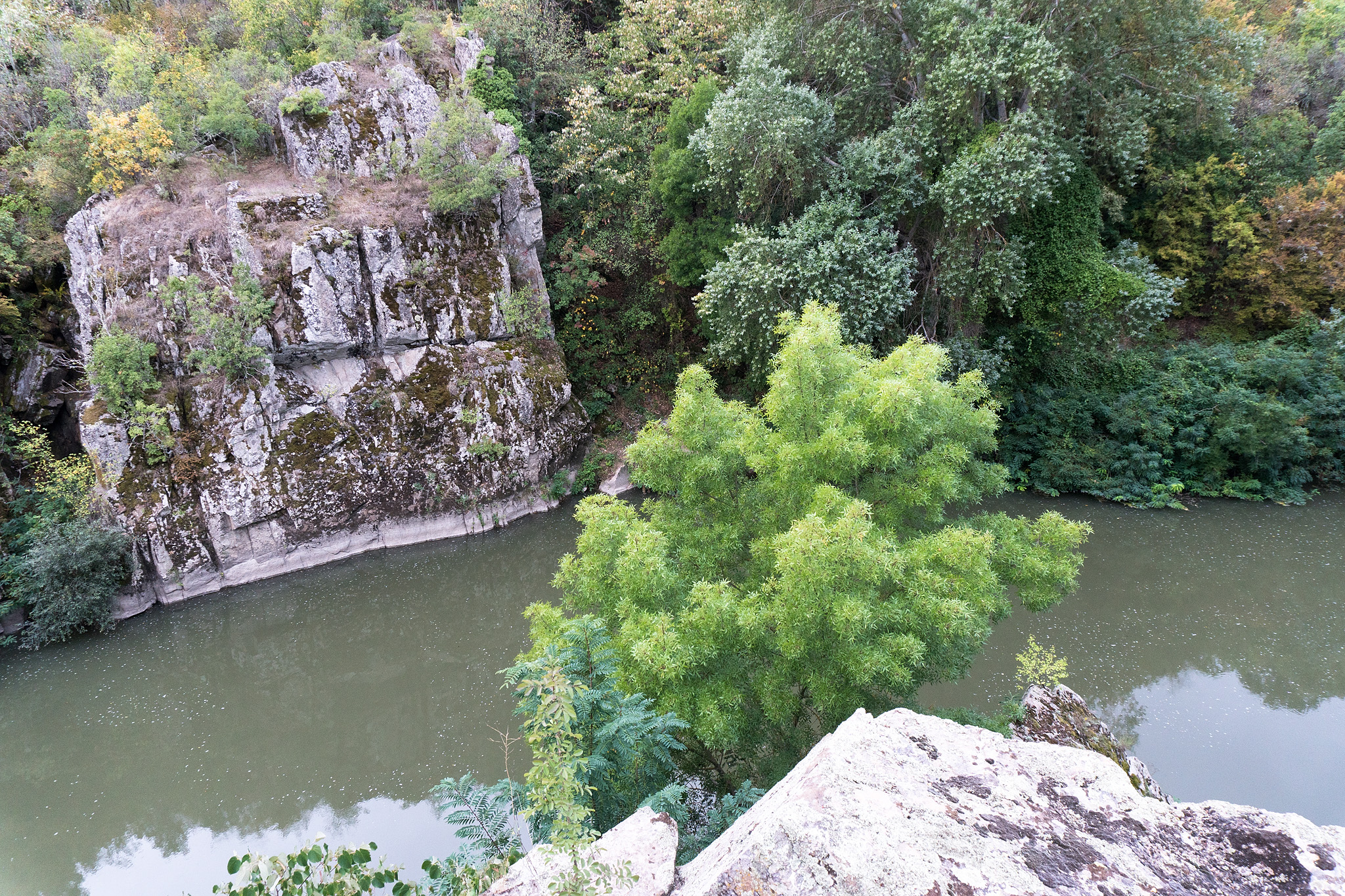
منطقة داركايا (Darkaya)، بلغاريا.
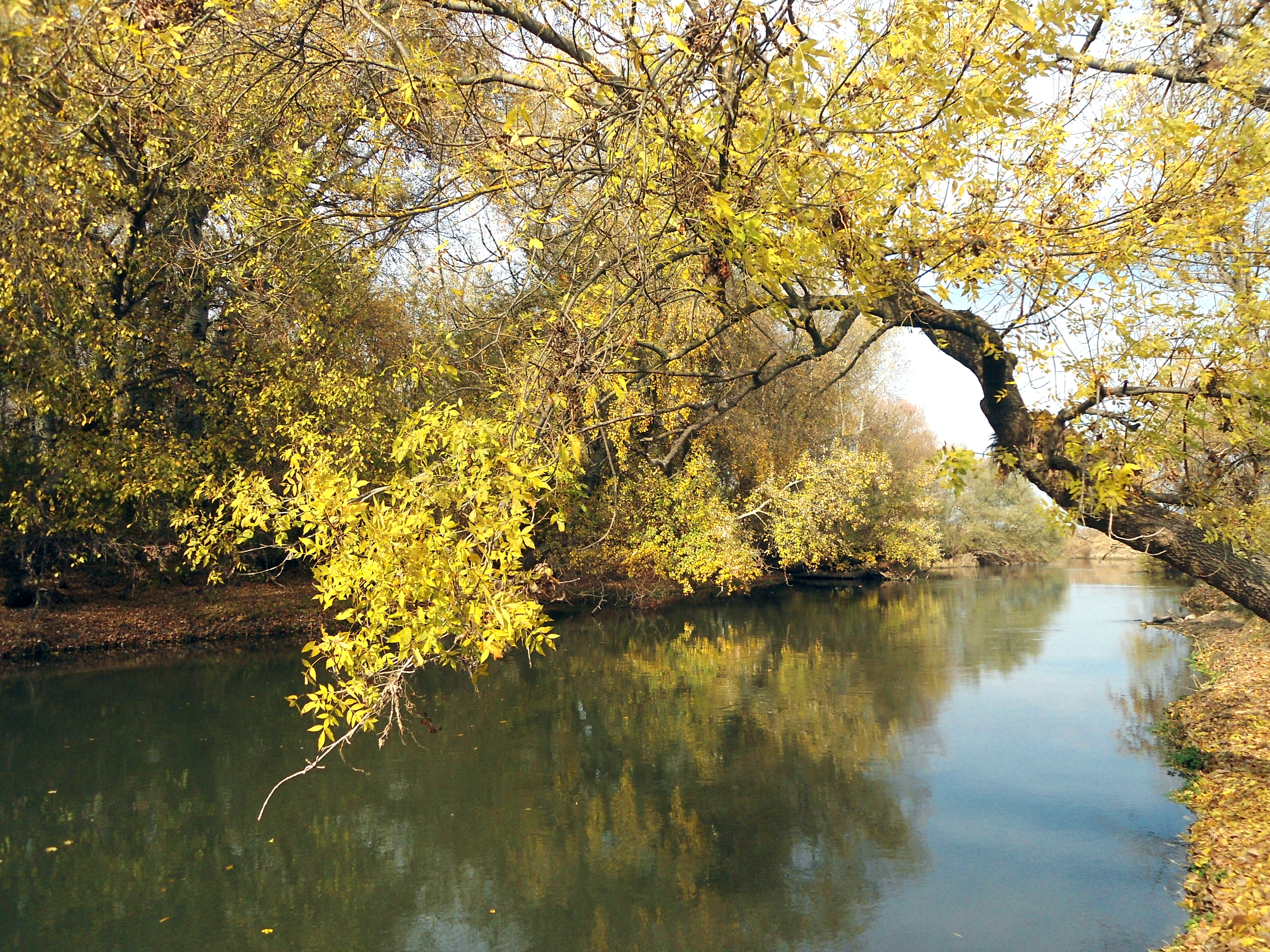
النباتات النهرية في الخريف، بلغاريا.
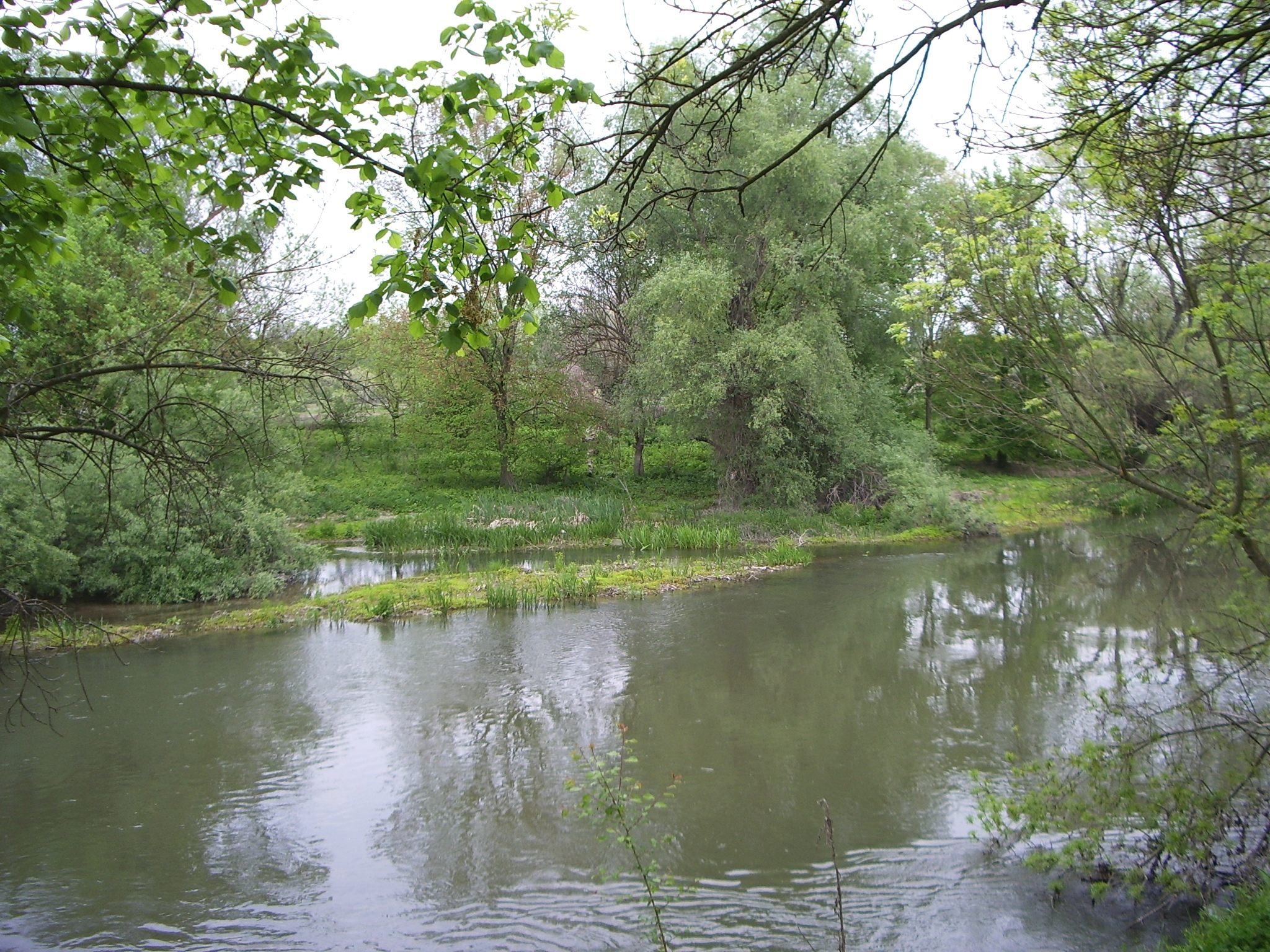
نهر التونجا بالقرب من إلهوفو (Elhovo)، بلغاريا.
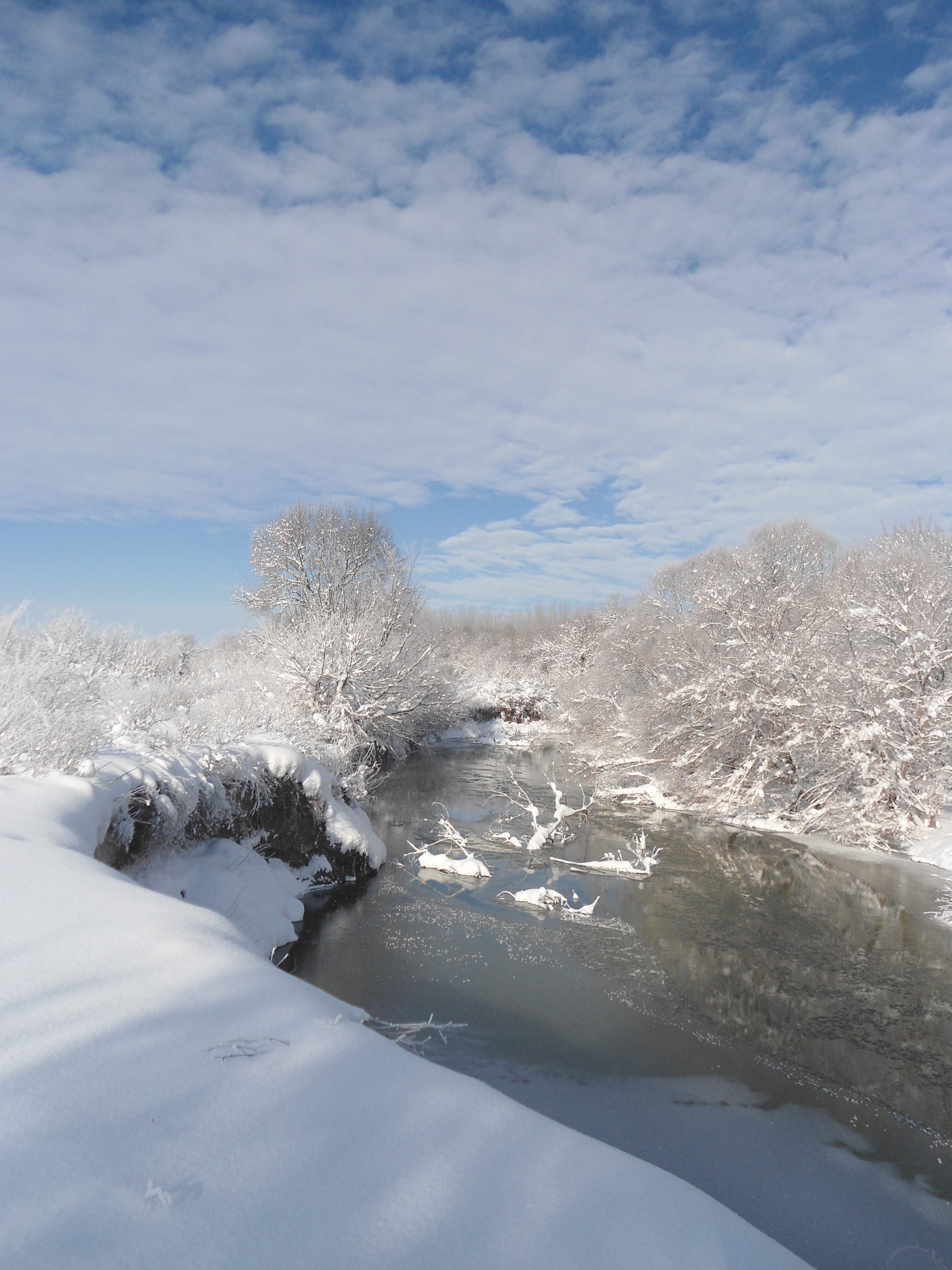
منظر شتوي بالقرب من إلهوفو (Elhovo)، بلغاريا.
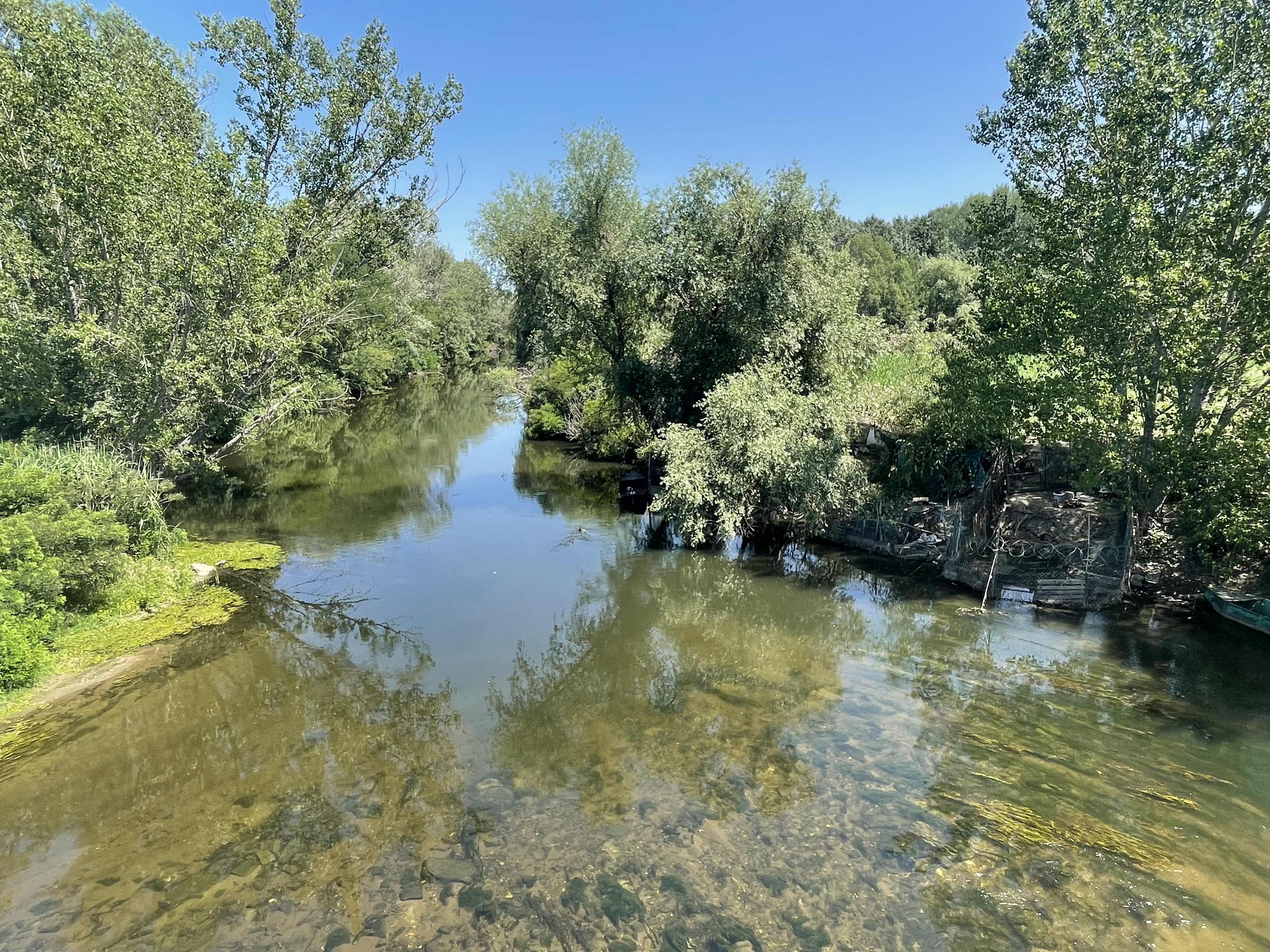
نهر التونجا كما يظهر من جسر سراچ خانه ، الذي بناه شهاب الدين باشا الخادمفي إدرنة ، تركيا.
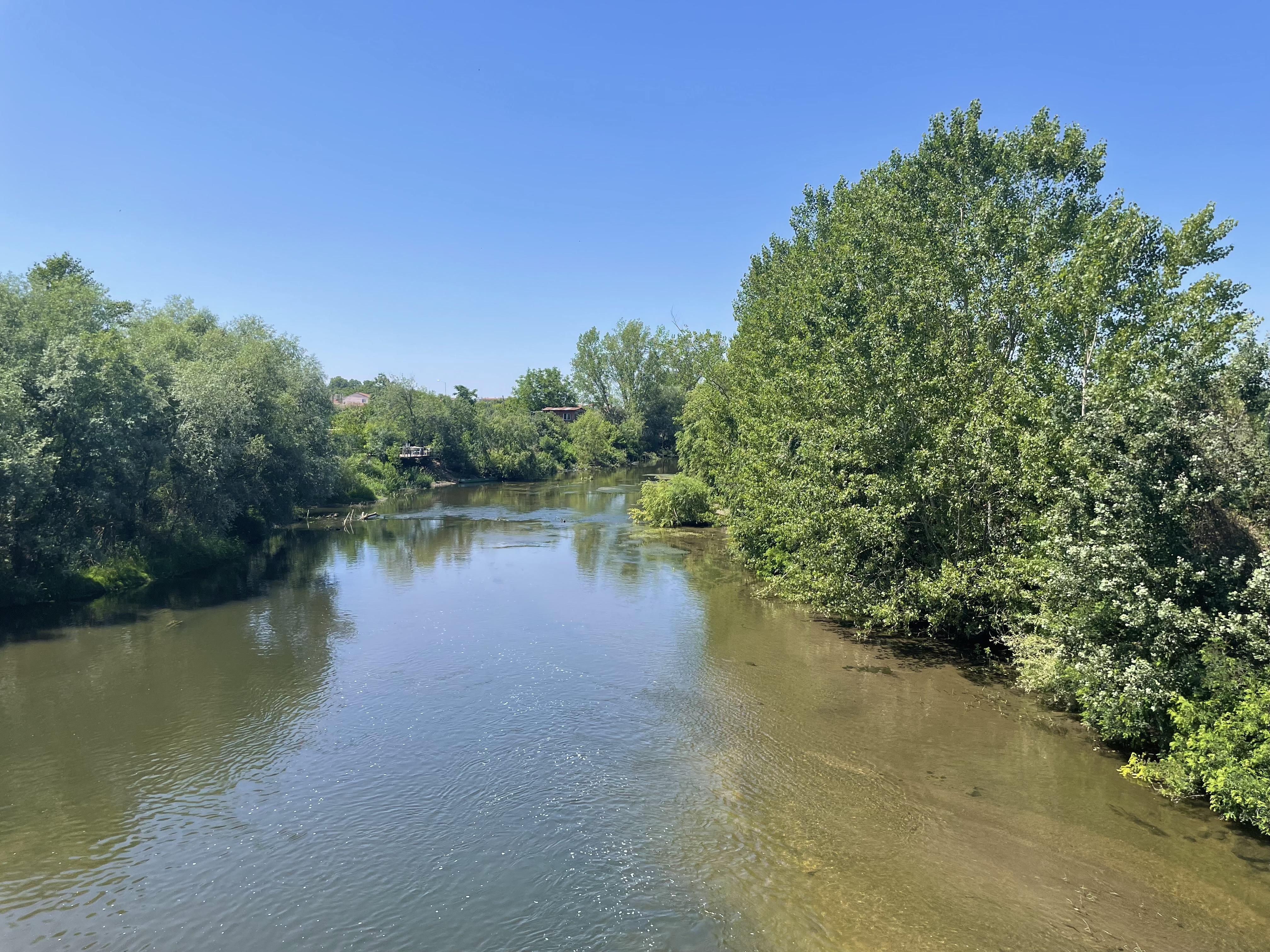
نهر التونجا كما يظهر من جسر سراچ خانه، الذي بناه شهاب الدين باشا الخادم فإدرنةي إدرنة، تركيا.
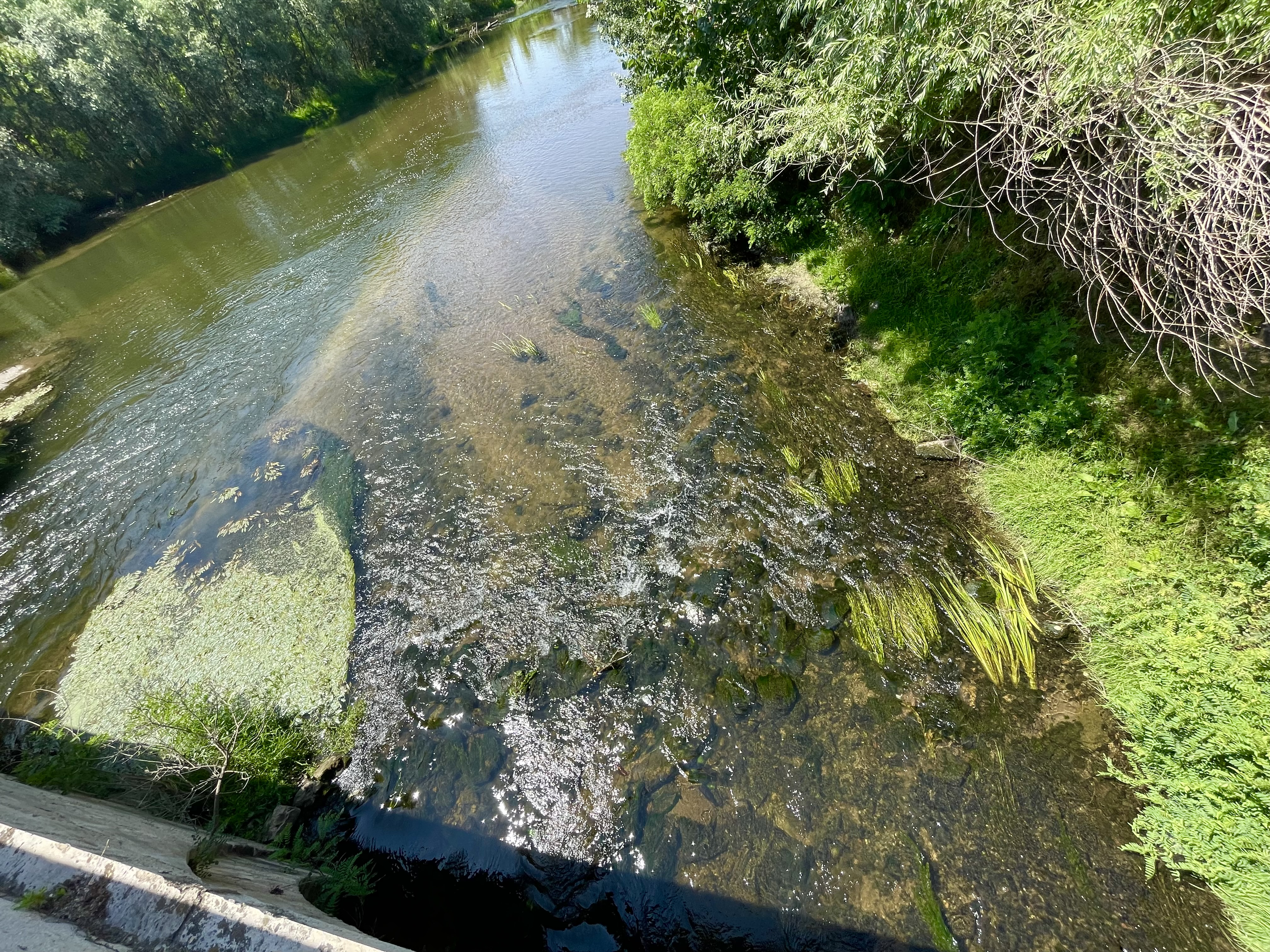
نهر التونجا كما يظهر من جسر سراچ خانه، الذي بناه شهاب الدين باشا الخادمفي إدرنة، تركيا.
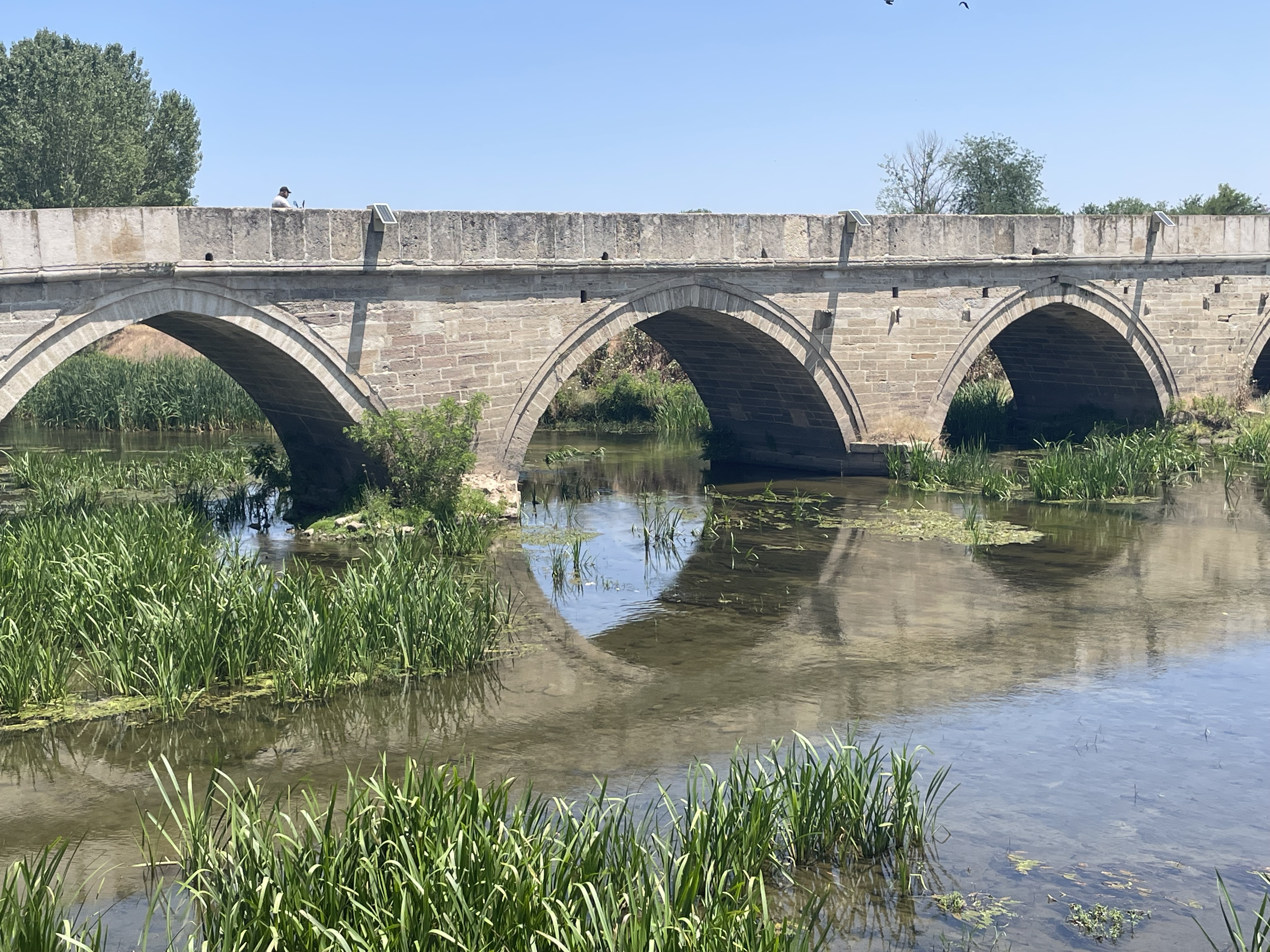
أحد أقواس جسر السلطان بايزيد الثاني على نهر التونجا في إدرنة، تركيا.
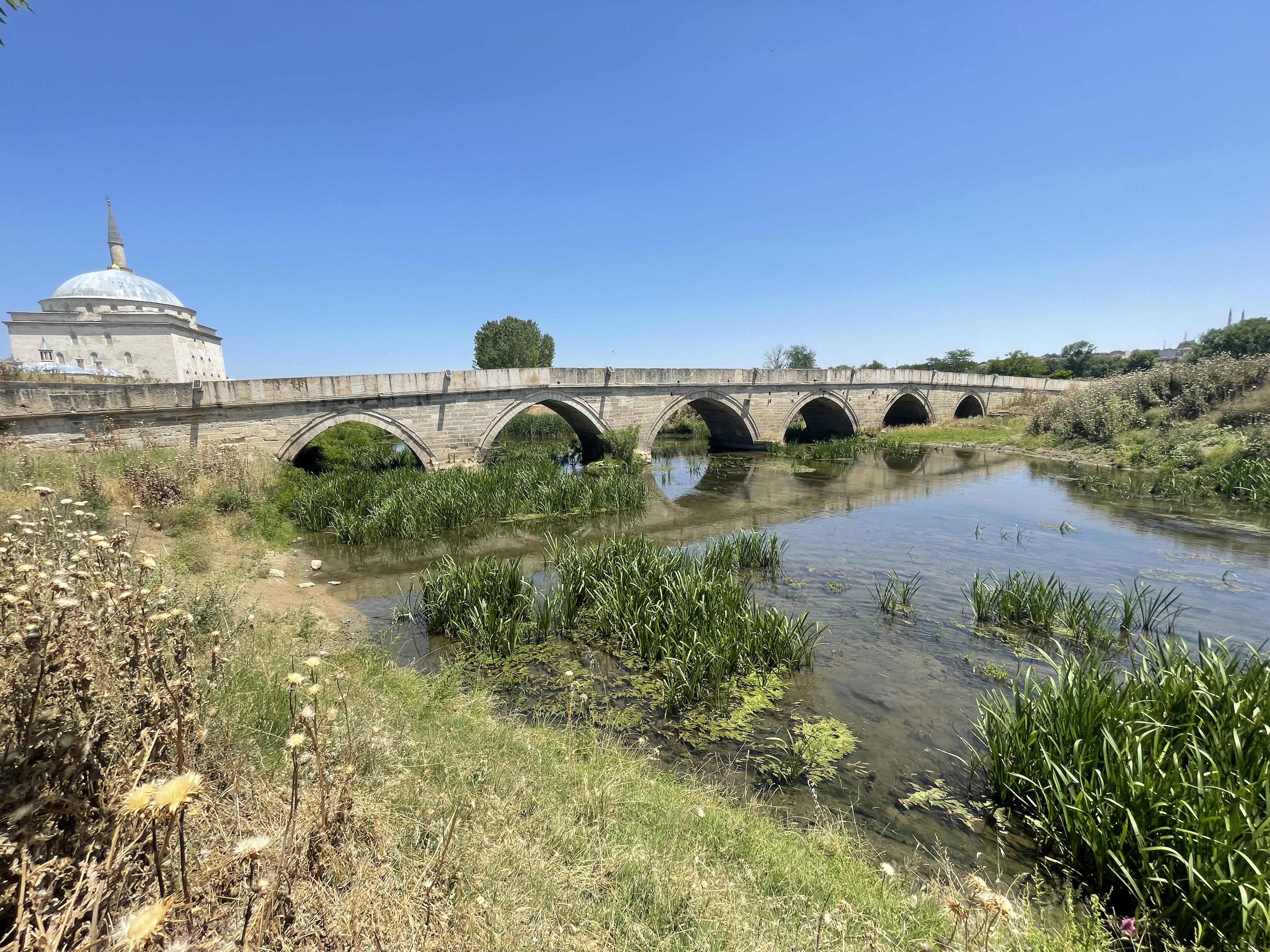
نهر التونجا عند الجسر السلطان بايزيد الثاني بإدرنة، تركيا.